# 河内堅上駅
河内堅上駅（かわちかたかみえき）は、大阪府柏原市大字青谷にある、西日本旅客鉄道（JR西日本）関西本線の駅である。駅番号はJR-Q29。「大和路線」の愛称区間に含まれている。

## 歴史
- 1911年（明治44年）11月5日：鉄道院関西本線の王寺駅 - 柏原駅間に、当駅の前身である青谷信号所を開設[2]。
- 1922年（大正11年）4月1日：青谷信号場に改称[2]。
- 1927年（昭和2年）4月19日：旅客駅に格上げする形で、河内堅上駅として開業[2]。
- 1973年（昭和48年）10月1日：荷物の取り扱いを廃止[2]。
- 1987年（昭和62年）4月1日：国鉄分割民営化により、西日本旅客鉄道（JR西日本）の駅となる[2]。
- 1988年（昭和63年）3月13日：路線愛称の制定により、「大和路線」の愛称を使用開始。
- 1998年（平成10年）7月21日：自動改札機を設置し、供用開始[3]。
- 2003年（平成15年）11月1日：ICカード「ICOCA」の利用が可能となる[4]。
- 2009年（平成21年）10月4日：大阪環状・大和路線運行管理システム導入。
- 2018年（平成30年）3月17日：駅ナンバリングが導入され、使用を開始。
- 2025年（令和7年）3月31日：出札窓口の営業を終了[5]。

## 駅構造
相対式ホーム2面2線を有する地上駅で、分岐器や絶対信号機がない停留所に分類される。ホーム有効長は6両編成分。王寺方面行きホームに接して駅舎があり、反対側の天王寺方面行きホームへは跨線橋で結ばれている。トイレは汲み取り式である。
八尾駅が管理し、JR西日本交通サービスが駅業務を受託する業務委託駅である。一部時間帯を除き無人となる。駅舎内には簡易型自動改札機が設置されており、ICカード乗車券「ICOCA」が利用可能（相互利用可能ICカードはICOCAの項を参照）。

### のりば
| のりば | 路線     | 方向 | 行先                      |
| ------ | -------- | ---- | ------------------------- |
| 1      | 大和路線 | 上り | 王寺・奈良方面 / 高田方面 |
| 2      | 大和路線 | 下り | 天王寺・JR難波・大阪方面  |

- 上表の路線名は旅客案内上の名称（愛称）で表記している。

## 利用状況
2023年（令和5年）度の一日平均乗車人員は290人である。大阪府・奈良県境の山間部に駅があるため利用客数は少なく、大和路線にある駅では最少。
各年度の1日の平均乗車人員は以下の通りである。
| 年度               | 1日平均 乗車人員 | 出典          |
| ------------------ | ---------------- | ------------- |
| 1988年（昭和63年） | 630              | [ 大阪府 1 ]  |
| 1989年（平成元年） | 627              | [ 大阪府 1 ]  |
| 1990年（平成02年） | 644              | [ 大阪府 2 ]  |
| 1991年（平成03年） | 670              | [ 大阪府 3 ]  |
| 1992年（平成04年） | 626              | [ 大阪府 4 ]  |
| 1993年（平成05年） | 627              | [ 大阪府 5 ]  |
| 1994年（平成06年） | 609              | [ 大阪府 6 ]  |
| 1995年（平成07年） | 609              | [ 大阪府 7 ]  |
| 1996年（平成08年） | 589              | [ 大阪府 8 ]  |
| 1997年（平成09年） | 576              | [ 大阪府 9 ]  |
| 1998年（平成10年） | 566              | [ 大阪府 10 ] |
| 1999年（平成11年） | 577              | [ 大阪府 11 ] |
| 2000年（平成12年） | 546              | [ 大阪府 12 ] |
| 2001年（平成13年） | 538              | [ 大阪府 13 ] |
| 2002年（平成14年） | 513              | [ 大阪府 14 ] |
| 2003年（平成15年） | 505              | [ 大阪府 15 ] |
| 2004年（平成16年） | 506              | [ 大阪府 16 ] |
| 2005年（平成17年） | 495              | [ 大阪府 17 ] |
| 2006年（平成18年） | 492              | [ 大阪府 18 ] |
| 2007年（平成19年） | 490              | [ 大阪府 19 ] |
| 2008年（平成20年） | 480              | [ 大阪府 20 ] |
| 2009年（平成21年） | 442              | [ 大阪府 21 ] |
| 2010年（平成22年） | 477              | [ 大阪府 22 ] |
| 2011年（平成23年） | 456              | [ 大阪府 23 ] |
| 2012年（平成24年） | 467              | [ 大阪府 24 ] |
| 2013年（平成25年） | 455              | [ 大阪府 25 ] |
| 2014年（平成26年） | 439              | [ 大阪府 26 ] |
| 2015年（平成27年） | 423              | [ 大阪府 27 ] |
| 2016年（平成28年） | 386              | [ 大阪府 28 ] |
| 2017年（平成29年） | 377              | [ 大阪府 29 ] |
| 2018年（平成30年） | 369              | [ 大阪府 30 ] |
| 2019年（令和元年） | 363              | [ 大阪府 31 ] |
| 2020年（令和02年） | 299              | [ 大阪府 32 ] |
| 2021年（令和03年） | 287              | [ 大阪府 33 ] |
| 2022年（令和04年） | 285              | [ 大阪府 34 ] |
| 2023年（令和05年） | 290              | [ 大阪府 35 ] |

## 駅周辺

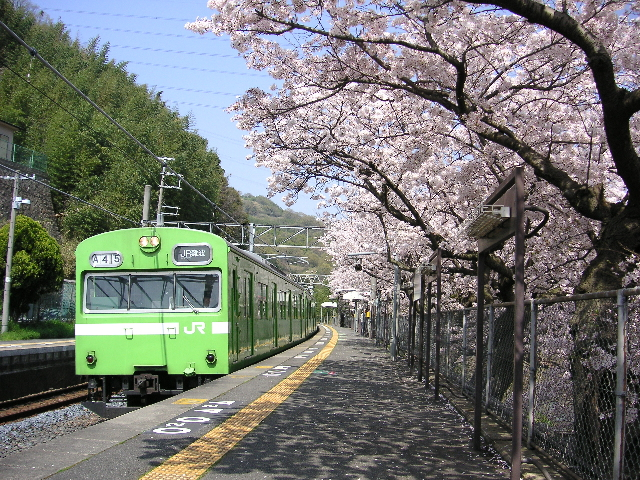
満開の桜の下、河内堅上駅に到着する103系電車

下りホーム沿いの土手には桜が植樹されており、開花の時期は夜間にライトアップされる。
1970年代半ばまで、大和川対岸の砕石工場からベルトコンベアで運ばれた砕石の積載用施設があり、本線に渡り線と引込み線もあって入換作業も行われていた。コンベアの支柱コンクリートが遺構として長年放置されていたが、2008年（平成20年）4月に撤去作業が行われた。

## 隣の駅
西日本旅客鉄道（JR西日本）
 大和路線（関西本線）
■大和路快速・■直通快速・■快速・■区間快速
通過
■普通
三郷駅 (JR-Q30) - 河内堅上駅 (JR-Q29) - 高井田駅 (JR-Q28)
- なお三郷駅と当駅の間には、稲葉山仮停車場（王寺駅から路線延伸した際の暫定的な終着）と亀瀬仮停車場（柏原駅から路線延伸した際の暫定的な終着）が、奈良・湊町間全通までの間、それぞれ存在していた。詳細は亀ノ瀬トンネルの項を参照のこと。

### 本文中の出典
1. 1 2 3 4 5  『週刊 JR全駅・全車両基地』 16号 奈良駅・新今宮駅・王寺駅ほか70駅、朝日新聞出版〈週刊朝日百科〉、2012年11月25日、22頁。
2. 1 2 3 4 5  石野哲 編『停車場変遷大事典 国鉄・JR編 II』（初版）JTB、1998年10月1日、342頁。ISBN 978-4-533-02980-6。
3. ↑  「JR年表」『JR気動車客車編成表 '99年版』ジェー・アール・アール、1999年7月1日、185頁。ISBN 4-88283-120-1。
4. ↑  「ICOCA」いよいよデビュー! 〜 平成15年11月1日（土）よりサービス開始いたします 〜（インターネットアーカイブ） - 西日本旅客鉄道プレスリリース 2003年8月30日
5. ↑  “河内堅上駅 | 駅情報：JRおでかけネット”.   西日本旅客鉄道. 2025年3月16日時点のオリジナルよりアーカイブ。2025年3月16日閲覧。
6. 1 2  “河内堅上駅｜時刻表：JRおでかけネット”. JRおでかけネット.   西日本旅客鉄道. 2022年9月28日閲覧。

### 利用状況の出典
1. ↑  大阪府統計年鑑 - 大阪府
2. ↑  柏原市統計書 - 柏原市

#### 大阪府統計年鑑
1. 1 2  大阪府統計年鑑（平成2年） (PDF)
2. ↑  大阪府統計年鑑（平成3年） (PDF)
3. ↑  大阪府統計年鑑（平成4年） (PDF)
4. ↑  大阪府統計年鑑（平成5年） (PDF)
5. ↑  大阪府統計年鑑（平成6年） (PDF)
6. ↑  大阪府統計年鑑（平成7年） (PDF)
7. ↑  大阪府統計年鑑（平成8年） (PDF)
8. ↑  大阪府統計年鑑（平成9年） (PDF)
9. ↑  大阪府統計年鑑（平成10年） (PDF)
10. ↑  大阪府統計年鑑（平成11年） (PDF)
11. ↑  大阪府統計年鑑（平成12年） (PDF)
12. ↑  大阪府統計年鑑（平成13年） (PDF)
13. ↑  大阪府統計年鑑（平成14年） (PDF)
14. ↑  大阪府統計年鑑（平成15年） (PDF)
15. ↑  大阪府統計年鑑（平成16年） (PDF)
16. ↑  大阪府統計年鑑（平成17年） (PDF)
17. ↑  大阪府統計年鑑（平成18年） (PDF)
18. ↑  大阪府統計年鑑（平成19年） (PDF)
19. ↑  大阪府統計年鑑（平成20年） (PDF)
20. ↑  大阪府統計年鑑（平成21年） (PDF)
21. ↑  大阪府統計年鑑（平成22年） (PDF)
22. ↑  大阪府統計年鑑（平成23年） (PDF)
23. ↑  大阪府統計年鑑（平成24年） (PDF)
24. ↑  大阪府統計年鑑（平成25年） (PDF)
25. ↑  大阪府統計年鑑（平成26年） (PDF)
26. ↑  大阪府統計年鑑（平成27年） (PDF)
27. ↑  大阪府統計年鑑（平成28年） (PDF)
28. ↑  大阪府統計年鑑（平成29年） (PDF)
29. ↑  大阪府統計年鑑（平成30年） (PDF)
30. ↑  大阪府統計年鑑（令和元年） (PDF)
31. ↑  大阪府統計年鑑（令和2年） (PDF)
32. ↑  大阪府統計年鑑（令和3年） (PDF)
33. ↑  大阪府統計年鑑（令和4年） (PDF)
34. ↑  大阪府統計年鑑（令和5年） (PDF)
35. ↑  大阪府統計年鑑（令和6年） (PDF)